# 鑑識捜査官 亀田乃武夫の臨場ファイル
『鑑識捜査官 亀田乃武夫の臨場ファイル』（かんしきそうさかん かめだのぶおのりんじょうファイル）は、2017年8月7日にTBS系「月曜名作劇場」で放送されたテレビドラマ。主演は中村梅雀。

## 登場人物

### 警視庁鑑識課
亀田乃武夫
演 - 中村梅雀
警視庁鑑識課 主任。管理官の中嶋倫子は元妻。
紺野千晶
演 - 黒川智花
警視庁鑑識課。
鷹村祐樹
演 - 夕輝壽太
警視庁鑑識課。
宮前洋二
演 - 田山涼成
警視庁鑑識課 係長。
小川允人
演 - 菅原大吉
警視庁鑑識課 検視官。

### その他
中嶋倫子
演 - 森口瑤子
警視庁捜査一課 管理官。亀田の元妻。10歳年下の男と再婚。

### ゲスト
第1作（2017年）
- 清水善三（警視庁台東警察署 刑事・筒井敦子の殺人事件を担当） - おかやまはじめ
- 吉澤孝二（警視庁捜査一課 刑事） - 阿南健治
- 筒井敦子（東京の大学で天蚕の研究をしていた女性・1年前刺殺） - 柊瑠美
- 長谷川仁（投資会社「GFV」副社長） - 加藤虎ノ介
- 溝呂木浩一（GFV 社長・敦子の研究に資金援助していた） - 西興一朗
- 増村光男（警視庁科学捜査研究所 研究員） - 伊藤正之
- 田中フキ（農家・筒井家の隣人） - 和田幾子
- 祐実（猫カフェ「ねこにゃん」店員） - 岸明日香
- 後藤（安曇野市天蚕センター 職員） - 沼田爆
- 村山健一（警視庁捜査一課長） - 吉川拳生
- 笹原武夫（前科3犯の空き巣の常習犯） - 土方鉄
- 鈴木（中央セキュリティー 警備員） - お宮の松
- ホテル従業員 - 管野里咲
- 笹原を確保した刑事 - 岡けんじ
- 警察官 - 田中瑛祐
- 刑事 - 寿松昇樹、すわいつ郎、白仁裕介
- 1か月前 笹原に刺殺された女性 - 足達美咲
- 大場彰彦（GFV 企画開発部長） - 伊嵜充則
- 筒井賢司（敦子の父・天蚕の生産農家） - 小野武彦
- 黒崎博久（警視庁捜査一課 刑事・10年前 当時中学生の娘を通り魔に殺害される） - 金田明夫

## スタッフ
- 脚本 - 坂上かつえ
- プロデューサー - 元信克則、辰巳暢一
- 監督 - 吉田啓一郎
- 編成担当 - 辻有一
- 製作 - ユニオン映画、TBS